# ليليا أوسترلوه
ليليا أوسترلوه (بالإنجليزية: Lilia Osterloh)‏ مواليد 7 أبريل 1978 في كولومبوس، أوهايو، الولايات المتحدة، هي لاعبة كرة مضرب أمريكية سابقة بدأت مسيرتها كمحترفة سنة 1997، اعتزلت اللعب في 2011. أعلى تصنيف لها في الفردي كان المركز الـ 41 في سنة 2001. أعلى تصنيف لها في الزوجي كان المركز الـ 77 في سنة 1999.

## النهائيات

### الزوجي: 3 (3–0)
| الحصيلة | الرقم | التاريخ         | الدورة                              | الأرضية  | الشريك             | المنافس في النهائي            | النتيجة في النهائي |
| ------- | ----- | --------------- | ----------------------------------- | -------- | ------------------ | ----------------------------- | ------------------ |
| الفوز   | 1.    | أكتوبر 16، 2000 | بطولة الصين المفتوحة للتنس، الصين   | صلبة (i) | تامارين تاناسوجارن | ريتا غراندي ميغان شونيسي      | 7-5، 6–1           |
| الفوز   | 2.    | ديسمبر 31، 2007 | أوكلاند المفتوحة للسيدات، نيوزيلندا | صلبة     | ماريا كوريتسيفا    | مارتينا مولر باربورا ستريكوفا | 6–3، 6–4           |
| الفوز   | 3.    | أكتوبر 17، 2010 | أوساكا، اليابان                     | صلبة     | تشانغ كاي تشن      | شاكو أوياما ريكا فوجيوارا     | 6–0، 6–3           |

## روابط خارجية
- ليليا أوسترلوه على موقع رابطة محترفات التنس (الإنجليزية)
- ليليا أوسترلوه على موقع الاتحاد الدولي لكرة المضرب (الإنجليزية)
- ليليا أوسترلوه على موقع خلاصة التنس.كوم (الإنجليزية)
- ليليا أوسترلوه على موقع إي إس بي إن.كوم (الإنجليزية)